# Наурызбайский район
Наурызбайский район (каз. Наурызбай ауданы) — административно-территориальная единица города Алма-Аты.

## История
Поскольку при присоединении земель Карасайского района к Алматы произошло значительное увеличение территории и численности населения Ауэзовского района, 2 июля 2014 года на внеочередной XXIX сессии Маслихата было принято решение из части земель Ауэзовского и Бостандыкского районов образовать новый, восьмой, район. Район был прозван в честь казахского батыра-полководца Наурызбая — участвовавшего в освободительных сражениях против джунгарских захватчиков в XVIII веке.

## Население
Национальный состав (на начало 2019 года):
- казахи — 92 082 чел. (71,84 %)
- русские — 21 508 чел. (16,78 %)
- уйгуры — 5 728 чел. (4,47 %)
- корейцы — 1 829 чел. (1,43 %)
- татары — 1 483 чел. (1,16 %)
- узбеки — 726 чел. (0,57 %)
- турки — 635 чел. (0,50 %)
- украинцы — 620 чел. (0,48 %)
- азербайджанцы — 520 чел. (0,41 %)
- немцы — 415 чел. (0,32 %)
- курды — 352 чел. (0,27 %)
- киргизы — 292 чел. (0,23 %)
- дунгане — 213 чел. (0,17 %)
- чеченцы — 136 чел. (0,11 %)
- белорусы — 108 чел. (0,08 %)
- армяне — 79 чел. (0,06 %)
- ингуши — 64 чел. (0,05 %)
- другие — 1 379 чел. (1,08 %)
- Всего — 128 169 чел. (100,00 %)

## Учреждения и организации
- городская клиническая больница № 7;
- частная иностранная школа Almaty International School, ул. Ашимова 185;
- Главный центр религиозного объединения свидетелей Иеговы в Казахстане, ул. Ашимова 187;
- Храм Рождества Пресвятой Богородицы, ул. Егинсу 3
- санаторий «Алатау»;
- ЖК Тау Самал;
- ЖК Премьера;
- ЖК Шугыла;
- ЖК Алма Сити-5;
- ЖК Хан Тенгри
- ЖК QADAM
- ЖК Alatau Gold Residences
- ЖК Акжар
- ЖК Dolce Vita

## Транспорт
- Автобус;55 Алтын Орда - Метро;
- Маршрутка;226 Метро - Акжар (Красный Восток) через Каменку. 212 Гидротехникум -Гагарина;
- Автобусы:27,44,49,55,78,118,136,244 и т.д.

## Медицина и здравоохранение
Список объектов здравоохранения района:
- Клиническая больница №1, Мкр.Калкаман,ул.Ашимова 2
- Городская клиническая больница №7, Мкр. Калкаман, ул.Ашимова 1
- Университетская клиника«Аксай», Мкр. Тастыбулак ул. Таутаган 2
- Городская поликлиника №26, Мкр. Таусамалы, ул. Шонанулы 67
- Городская поликлиника № 27, Мкр.Акжар ул. Даулеткерея 100 A
- Городская поликлиника № 36, Мкр.Шугыла, 340 А
- «Каргалы» врачебная амбулатория, «Хан Тенгри» ТК мкр. Каргалы ул. Мустафина 54/3 корпус 2
- Городское паталого-анатомическое бюро, Мкр.Калкаман д. 4 А

## Акимы
1. Кашкимбаев, Куаныш (07.2014 — 05.2016)[7]
2. Сайфеденов, Сайран Тапенович (27.05.2016 — 05.2018)[8]
3. Тоғай, Санжар Әділұлы (05.2018 - 05.2023)[9]
4. Тогизбаева, Назира Асылбековна (19.05.2023)

## Фотогалерея

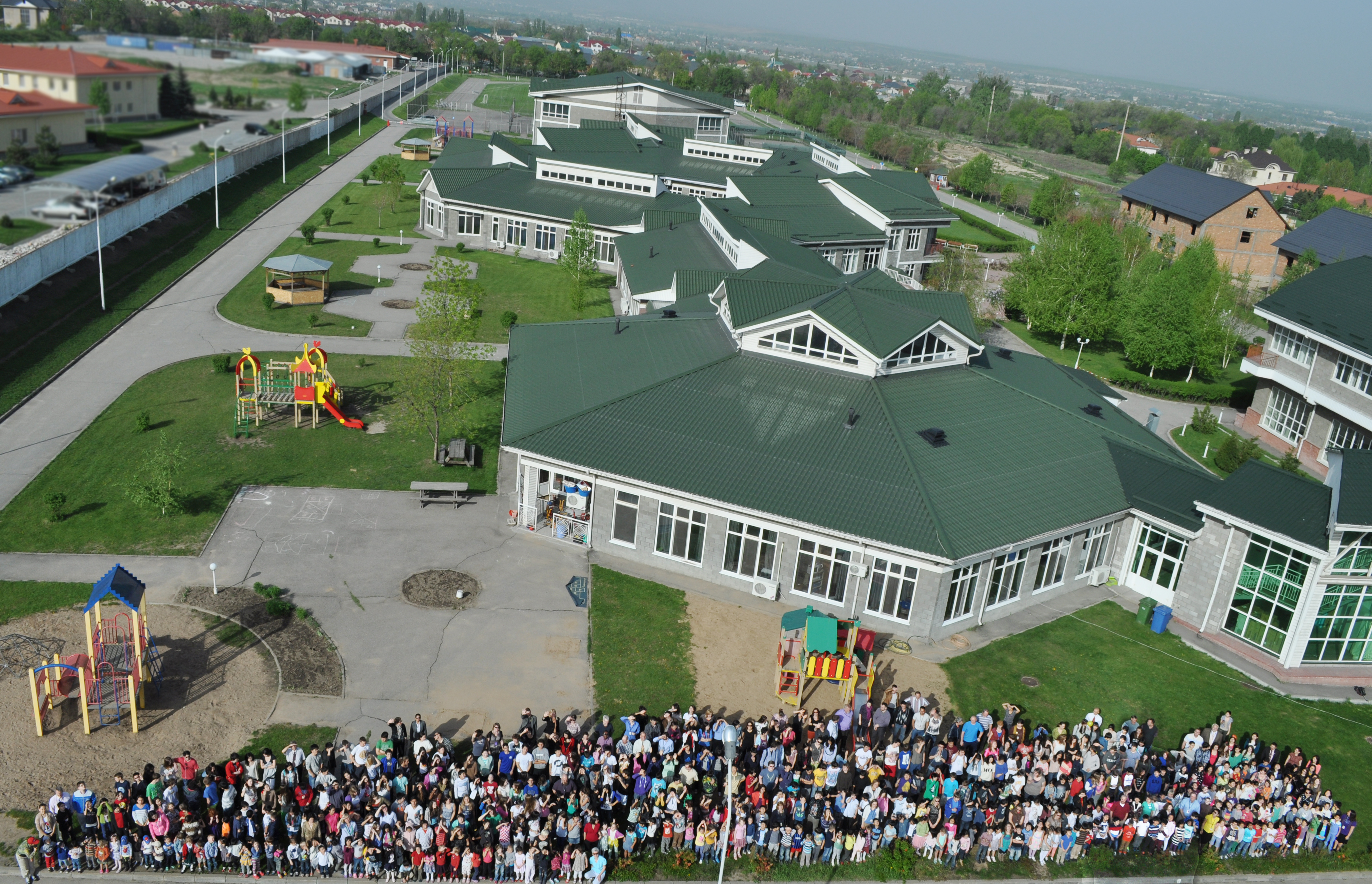
Алматинская международная школа